# Трап (Могила)
Трап (мкд. Трап) је насеље у Северној Македонији, у јужном делу државе. Трап припада општини Могила.

## Географија
Насеље Трап је смештено у јужном делу Северне Македоније. Од најближег већег града, Битоља, насеље је удаљено 24 km североисточно.
Трап се налази у средишњем делу Пелагоније, највеће висоравни Северне Македоније. Насељски атар је махом равничарски, док се даље, на истоку, издиже Селечка планина. Западно од насеља протиче Црна река. Надморска висина насеља је приближно 580 метара.
Клима у насељу је континентална.

## Становништво
Трап је према последњем попису из 2002. године имао 175 становника.
Претежно становништво по последњем попису су етнички Македонци (99%). 
Већинска вероисповест је православље.